# Phiala iridescens
Phiala iridescens is een vlinder uit de familie van de Eupterotidae. De wetenschappelijke naam van de soort is voor het eerst voorgesteld door Thierry Bouyer in een publicatie uit 2014.
De soort komt voor in Congo-Kinshasa.